# Ґізево
Ґізево (пол. Gizewo, нім. Giesewen) — село в Польщі, у гміні Сорквіти Мронґовського повіту Вармінсько-Мазурського воєводства.
Населення — 312 осіб (2011).

## Демографія
Демографічна структура станом на 31 березня 2011 року:
|          | Загалом | Допрацездатний вік | Працездатний вік | Постпрацездатний вік |
| -------- | ------- | ------------------ | ---------------- | -------------------- |
| Чоловіки | 165     | 48                 | 107              | 10                   |
| Жінки    | 147     | 35                 | 91               | 21                   |
| Разом    | 312     | 83                 | 198              | 31                   |